# Ашихмин, Сергей Анатольевич
Серге́й Анато́льевич Аши́хмин (23 декабря 1977, пос. Малиновка, Чугуевский район, Харьковская область, Украинская ССР, СССР — 24 октября 2012, Казань, Татарстан, Россия) — сотрудник Центра специального назначения Федеральной службы безопасности России, майор, ценой своей жизни предотвративший теракт в Казани. Герой Российской Федерации (2012).

## Биография
Сергей Ашихмин родился 23 декабря 1977 года в посёлке Малиновка Чугуевского района Харьковской области на Украине. Учился в Санкт-Петербургском кадетском ракетно-артиллерийском корпусе.
После выпуска из кадетского корпуса в 1995 году он поступил в Московский военный институт Федеральной пограничной службы России. Окончив его, служил в Северо-Западном региональном управлении ФПС России на командных должностях пограничных застав.
В июле 2002 года Ашихмин был направлен на службу в Управление специальных операций Центра специального назначения ФСБ России. В составе своего подразделения он неоднократно направлялся в служебные командировки в Северо-Кавказский регион и участвовал в сложных оперативно-боевых мероприятиях по пресечению террористической деятельности незаконных вооружённых формирований. За мужественные и отважные действия, проявленные при исполнении воинского долга, Сергей Ашихмин был награждён медалями «За отвагу», Суворова, а также отмечен многими ведомственными поощрениями.
24 октября 2012 года майор С. А. Ашихмин принял участие в операции против исламистов Татарстана, которая получила кодовое название «Эдельвейс». Эта операция правоохранительных органов, в которой участвовало около 300 сотрудников МВД Татарстана и ЦСН ФСБ России, явилась ответом на убийство руководителя отдела Духовного управления мусульман республики В. Якупова. Ответственность за преступление тогда была взята на себя Раисом Мингалеевым, именовавшим себя «амиром муджахедов Татарстана».
Правоохранительным органам республики стало известно, что религиозные радикалы планировали совершить очередной террористический акт, приурочив его к мусульманскому празднику Курбан-байрам. Оперативная группа прибыла на конспиративную квартиру, расположенную на улице Химиков на окраине Казани, где находились двое участников бандгруппы Мингалеева — Руслан Кашапов и Роберт Валеев. Во время штурма помещения С. Ашихмин заметил закреплённое на теле Кашапова взрывное устройство. Майор бросился к нему и накрыл собой террориста, который в тот же момент произвёл взрыв. В результате оба погибли на месте, а несколько бойцов спецназа получили ранения. Валеев попытался отстреливаться из пистолета, но тут же был ликвидирован (по другим данным, он так же, как и его сообщник, взорвал на себе «пояс смертника»). Ценой своей жизни Сергей Ашихмин спас сослуживцев и предотвратил теракт.
Указом Президента России В. В. Путина от 14 декабря 2012 года майору ФСБ Сергею Анатольевичу Ашихмину за мужество и героизм, проявленные при исполнении служебного долга, было присвоено звание Героя Российской Федерации (посмертно).
Похоронен на Николо-Архангельском кладбище в Москве (участок 75а).

## Память
- В честь Ашихмина названа Алабинская средняя школа в посёлке Калининец Наро-Фоминского городского округа Московской области[9], а также средняя школа № 130 в Московском районе Казани[10]. В школе размещена экспозиция с личными вещами Ашихмина, а на здании установлена мемориальная доска, которую открыл мэр Казани Ильсур Метшин[11][4].
- В память об Ашихмине художником Надиром Альмеевым была написана картина «Подвиг майора»[12], за которую он в 2017 году был награждён премией ФСБ[13].
- 23 марта 2017 года почтой России была выпущена почтовая марка из серии «Герой Российской Федерации» с изображением С. А. Ашихмина[14].

## Награды
- Герой Российской Федерации (2012)
- медаль «За отвагу»
- медаль Суворова
- знак отличия «За храбрость» (ФСБ)
- медаль «За отличие в военной службе» (ФСБ) II и III степени